# West York
West York is een plaats (borough) in de Amerikaanse staat Pennsylvania, en valt bestuurlijk gezien onder York County.

## Demografie
Bij de volkstelling in 2000 werd het aantal inwoners vastgesteld op 4321.
In 2006 is het aantal inwoners door het United States Census Bureau geschat op 4231, een daling van 90 (-2,1%).

## Geografie
Volgens het United States Census Bureau beslaat de plaats een oppervlakte van
1,3 km², geheel bestaande uit land. West York ligt op ongeveer 153 m boven zeeniveau.

## Plaatsen in de nabije omgeving
De onderstaande figuur toont nabijgelegen plaatsen in een straal van 8 km rond West York.